# راز قطار آبی
راز قطار آبی (به انگلیسی: The Mystery of the Blue Train) رمان جنایی نگاشته شده توسط آگاتا کریستی است که در ۲ مارس ۱۹۲۸ در انگلستان و بعداً در همان سال در آمریکا منتشر شد در این داستان هرکول پوآرو نقش دارد. در سال ۲۰۰۵ فیلمی از آن ساخته شد.

## خلاصه داستان
دختری به نام روت کترینگ به همراه ندیمه‌اش ادا منسون که فرزند یک میلیونر آمریکایی است قصد دارد به دیدن معشوق‌اش کنت دو لا رش در فرانسه برود و همسر وی با معشوقه خود میرل و همچنین پوآرو نیز در این قطار است در پایان سفر جنازه دختر با صورت له شده پیدا می‌شود در صورتی که جواهر قلب آتش دزدیده شده‌است. پدر وی و منشی‌اش میجر نایتون نیز به پوآرو کمک می‌کند.